# Grand Prix automobile de France 1983
Le Grand Prix de France 1983 est la 376e course de Formule 1 courue depuis 1950 et la troisième épreuve du championnat 1983. 
Couru sur le circuit Paul-Ricard, au Castellet, dans le Var, le 17 avril 1983, sur 54 tours du circuit de 5,810 km (soit 313,74 km), il a vu la victoire du Français Alain Prost (Renault), au volant de la RE40, qui devance le Brésilien Nelson Piquet (Brabham-BMW, 2e), et son coéquipier américain Eddie Cheever, (3e).

## Classement
| Pos. | No | Pilote               | Écurie        | Tours | Temps/Abandon                      | Grille | Points |
| ---- | -- | -------------------- | ------------- | ----- | ---------------------------------- | ------ | ------ |
| 1    | 15 | Alain Prost          | Renault       | 54    | 1 h 34 min 13 s 913 (199,767 km/h) | 1      | 9      |
| 2    | 5  | Nelson Piquet        | Brabham-BMW   | 54    | + 29 s 720                         | 6      | 6      |
| 3    | 16 | Eddie Cheever        | Renault       | 54    | + 40 s 232                         | 2      | 4      |
| 4    | 27 | Patrick Tambay       | Ferrari       | 54    | + 1 min 06 s 880                   | 11     | 3      |
| 5    | 1  | Keke Rosberg         | Williams-Ford | 53    | + 1 tour                           | 16     | 2      |
| 6    | 2  | Jacques Laffite      | Williams-Ford | 53    | + 1 tour                           | 19     | 1      |
| 7    | 28 | René Arnoux          | Ferrari       | 53    | + 1 tour                           | 4      |        |
| 8    | 3  | Michele Alboreto     | Tyrrell-Ford  | 53    | + 1 tour                           | 15     |        |
| 9    | 25 | Jean-Pierre Jarier   | Ligier-Ford   | 53    | + 1 tour                           | 20     |        |
| 10   | 29 | Marc Surer           | Arrows-Ford   | 53    | + 1 tour                           | 21     |        |
| 11   | 34 | Johnny Cecotto       | Theodore-Ford | 52    | + 2 tours                          | 17     |        |
| 12   | 22 | Andrea De Cesaris    | Alfa Romeo    | 50    | + 4 tours                          | 7      |        |
| 13   | 36 | Bruno Giacomelli     | Toleman-Hart  | 49    | Boîte de vitesses                  | 13     |        |
| Abd. | 26 | Raul Boesel          | Ligier-Ford   | 47    | Moteur                             | 25     |        |
| Abd. | 9  | Manfred Winkelhock   | ATS-BMW       | 36    | Échappement                        | 10     |        |
| Abd. | 31 | Corrado Fabi         | Osella-Ford   | 36    | Moteur                             | 23     |        |
| Abd. | 8  | Niki Lauda           | McLaren-Ford  | 29    | Roulement de roue                  | 12     |        |
| Abd. | 23 | Mauro Baldi          | Alfa Romeo    | 28    | Accident                           | 8      |        |
| Abd. | 30 | Chico Serra          | Arrows-Ford   | 26    | Boîte de vitesses                  | 26     |        |
| Abd. | 33 | Roberto Guerrero     | Theodore-Ford | 23    | Soupape                            | 22     |        |
| Abd. | 4  | Danny Sullivan       | Tyrrell-Ford  | 21    | Embrayage                          | 24     |        |
| Abd. | 11 | Elio De Angelis      | Lotus-Ford    | 20    | Injection                          | 5      |        |
| Abd. | 6  | Riccardo Patrese     | Brabham-BMW   | 19    | Fuite d'eau                        | 3      |        |
| Abd. | 35 | Derek Warwick        | Toleman-Hart  | 14    | Surchauffe                         | 9      |        |
| Abd. | 12 | Nigel Mansell        | Lotus-Ford    | 6     | Problème physique                  | 18     |        |
| Abd. | 7  | John Watson          | McLaren-Ford  | 3     | Accélérateur                       | 14     |        |
| Nq.  | 17 | Eliseo Salazar       | RAM-Ford      |       | Non qualifié                       |        |        |
| Nq.  | 32 | Piercarlo Ghinzani   | Osella-Ford   |       | Non qualifié                       |        |        |
| Nq.  | 18 | Jean-Louis Schlesser | RAM-Ford      |       | Non qualifié                       |        |        |

## Pole position et record du tour
- Pole position : Alain Prost en 1 min 36 s 672 (vitesse moyenne : 216,360 km/h).
- Meilleur tour en course : Alain Prost en 1 min 42 s 695 au 34e tour (vitesse moyenne : 203,671 km/h).

## Tours en tête
- Alain Prost : 51 (1-29 / 33-54)
- Nelson Piquet : 3 (30-32)

## Positions au championnat
| Pos. | Pilote          | Pts | Pos. | Constructeur  | Pts |
| ---- | --------------- | --- | ---- | ------------- | --- |
| 1    | Nelson Piquet   | 15  | 1    | McLaren-Ford  | 19  |
| 2    | Niki Lauda      | 10  | 2    | Brabham-BMW   | 15  |
| 3    | John Watson     | 9   | 3    | Renault       | 13  |
| -    | Alain Prost     | 9   | 4    | Ferrari       | 9   |
| 5    | Jacques Laffite | 7   | -    | Williams-Ford | 9   |
| 6    | Patrick Tambay  | 5   | 6    | Arrows-Ford   | 3   |
| 7    | René Arnoux     | 4   | 7    | Theodore-Ford | 1   |
| -    | Eddie Cheever   | 4   |      |               |     |
| 9    | Marc Surer      | 3   |      |               |     |
| 10   | Keke Rosberg    | 2   |      |               |     |
| 11   | Johnny Cecotto  | 1   |      |               |     |

## À noter
- 6e victoire pour Alain Prost.
- 8e pole position de sa carrière pour Alain Prost.
- 12e victoire pour Renault en tant que constructeur.
- 12e victoire pour Renault en tant que motoriste.